# Kitchener Greenshirts
Kitchener Greenshirts byl kanadský juniorský klub ledního hokeje, který sídlil v Kitcheneru v provincii Ontario. V letech 1922–1938 a 1951–1954 působil v juniorské soutěži Ontario Hockey Association (později Ontario Hockey League). Zanikl v roce 1954 po přetvoření franšízy v nový tým Kitchener Canucks. Své domácí zápasy odehrával v hale Kitchener Memorial Auditorium Complex s kapacitou 7 131 diváků.
Nejznámější hráči, kteří prošli týmem, byli např.: Bobby Bauer, Woody Dumart, Milt Schmidt, Earl Seibert nebo Babe Siebert.

## Historické názvy
Zdroj: 
- 1922 – Kitchener Colts
- Kitchener Greenshirts

## Úspěchy
- Vítěz OHL ( 2× )
  - 1922/23, 1934/35

## Přehled ligové účasti
Zdroj: 
- 1922–1938: Ontario Hockey Association
- 1938–1951: bez soutěže
- 1951–1954: Ontario Hockey Association